# منتخب الهند للكورفبال
منتخب الهند للكورفبال (بالإنجليزية: India national korfball team)‏ هو ممثل الهند الرسمي في المنافسات الدولية في كرة السلة الهولندية
.